# Kim Chang-wan
Kim Chang-wan (hangeul : 김창완) est un chanteur de rock, compositeur, musicien, acteur, écrivain et poète sud-coréen, né le 22 février 1954. Il est le leader du groupe de rock Sanulrim.

## Filmographie

### en tant qu'acteur

#### Films
| Année | Film                       | Titre Original           | Nom du Rôle             | Rôle       |
| ----- | -------------------------- | ------------------------ | ----------------------- | ---------- |
| 1996  | Jungle Story               | 정글스토리               | Ji Woo                  |            |
| 1999  | The Ring Virus             | 링                       | Journaliste Kim         | Secondaire |
| 2000  | The Happy Funeral Director | 행복한 장의사            | Pan Cheol Gu            | Secondaire |
| 2001  | A Days                     | 하루                     | Docteur Cho             | Secondaire |
| 2004  | 100 Days with Mr. Arrogant | 내 사랑 싸가지           | Le père de Ha Yeong     | Secondaire |
| 2004  | Windtruck                  | 내 여자친구를 소개합니다 | Chef de la "police box" | Secondaire |
| 2004  | Shinsukki Blues            | 신석기 블루스            | Avocat Na In Cheol      | Secondaire |
| 2008  | Antique                    | 서양골동양과자점 앤티크  | Su-yeon Hui             | Secondaire |
| 2009  | Postman to Heaven          | 천국의 우편배달부        | Lee Moon Gyo            | Secondaire |
| 2010  | Blades of Blood            | 구름을 벗어난 달처럼     | Roi Seon Jo             | Secondaire |
| 2012  | Wonderful Radio            | 원더풀 라디오            | Voix off                | Caméo      |
| 2013  | Doctor                     | 닥터                     | Choi In Beom            | Principal  |
| 2016  | The Queen of Crime         | 범죄의 여왕              |                         | Caméo      |

#### Séries Télévisés
| Année(s)  | Saison de début              | Série                                                    | Titre Original                   | Personnage                          | Rôle       | Chaîne    |
| --------- | ---------------------------- | -------------------------------------------------------- | -------------------------------- | ----------------------------------- | ---------- | --------- |
| 1985      |                              | Song of the Sea                                          | 바다의 노래                      | Kim Chang Su                        |            | MBC       |
| 1989      | Printemps                    | Sleepless Tree                                           | 잠들지 않는 나무                 | Chang Min                           |            | MBC       |
| 1991-1992 | Automne                      | Windmills of Love                                        | 사랑의 풍차                      | Chanteur                            | Caméo      | SBS       |
| 1995      | Été                          | MBC Best Theater                                         | 섹스모자이크에 관한 보고서       |                                     | Principal  | MBC       |
| 1995      |                              | Drama Game Man Baking Yachae Sikppang                    | 모자이크에 관한 보고서           | Go Si Bong                          |            | KBS 2     |
| 1995      | Automne                      | Love Formula                                             | 연애의 기초                      | Jung Woon Hyun                      | Principal  | MBC       |
| 1996      | Printemps                    | MBC Best Theater Woman in the Antechamber                | 문간방 여자                      | Chef de section Lee                 | Principal  | MBC       |
| 1996      | Été                          | MBC Best Theater Garden with Golden Light                | 황금빛정원                       | Jae Yong                            | Principal  | MBC       |
| 1996      | Automne                      | Under the Seoul Sky                                      | 서울 하늘 아래                   | Go Geo Bong                         | Principal  | MBC       |
| 1997      | Automne                      | Mr. Right                                                | 완벽한 남자를 만나는 방법        |                                     | Secondaire | KBS 2     |
| 1997      | Today's Sou'easte            |                                                          |                                  |                                     |            | KBS 2     |
| 1998      | Hiver                        | Piano                                                    | 피아노                           | Myeong Seog                         | Principal  | MBC       |
| 1998      | Hiver                        | Memories                                                 | 추억                             | Kim Seung Wan                       | Secondaire | MBC       |
| 1998      | Automne                      | MBC Best Theater Mr. Gong Choon-taek's Contract Marriage | 공춘택씨의 계약결혼              | deuxième fils de Chun Taek          | Secondaire | MBC       |
| 1998-1999 | Automne                      | Eun Shil                                                 | 은실이                           | Kim Byung Gook                      | Secondaire | SBS       |
| 1999      |                              | MBC Best Theater The Golden Era of Aenok                 | 애녹의 전성시대                  |                                     |            | MBC       |
| 1999      | Printemps                    | MBC Best Theater Goodbye Audrey Hepburn                  | 굿바이 오드리 햅번               |                                     |            | MBC       |
| 1999      |                              | MBC Best Theater                                         | 여의도전선 이상없다              |                                     |            | MBC       |
| 1999      | Hiver                        | Half                                                     | 반쪽이네                         | Choi Jung Hyun                      | Principal  | KBS 2     |
| 1999-2000 | Hiver                        | KAIST                                                    | 카이스트                         | Professor Choi                      | Secondaire | SBS       |
| 1999-2000 | Automne                      | Sweet Bride                                              | 달콤한 신부                      |                                     | Secondaire | SBS       |
| 2000      | Printemps                    | MBC Best Theater                                         | 여의도 전선 이상 없다            |                                     |            | MBC       |
| 2000      | Été                          | Mr.Duke                                                  | 신귀공자                         |                                     | Secondaire | MBC       |
| 2001      | Été                          | Sun Hee and Jin Hee                                      | 선희진희                         | Park Doo Man                        | Secondaire | MBC       |
| 2001      |                              | Cummi, the Fairy                                         | 요정 컴미                        | père de Oh Myung Tae                | Secondaire | KBS 2     |
| 2001      |                              | Well Known Woman                                         | 소문난 여자                      | Docteur Joo                         | Secondaire | SBS       |
| 2001-2002 | Automne                      | That's Perfect                                           | 딱 좋아                          |                                     | Secondaire | SBS       |
| 2002      |                              | MBC Best Theater                                         | 달려라 장부장                    |                                     |            | MBC       |
| 2002      | Hiver                        | Sunshine                                                 | 그햇살이 나에게                  | Joo Min-ho                          | Secondaire | MBC       |
| 2002      | Hiver                        | Who's My Love                                            | 내사랑 누굴까                    |                                     | Secondaire | KBS 2     |
| 2002      | Printemps                    | Since We Met                                             | 그대를 알고부터                  | Cho Nam Sik                         | Secondaire | MBC       |
| 2002-2003 | Été                          | To Be With You                                           | 당신옆이 좋아                    | Lee Duk Soo                         | Secondaire | KBS 1     |
| 2003      |                              | While You Were Dreaming                                  | 그대 아직도 꿈꾸고 있는가        |                                     | Secondaire | MBC       |
| 2003      | Span Drama Waiting for Godot |                                                          |                                  |                                     | Secondaire | MBC       |
| 2003-2004 | Automne                      | Long Live Love                                           | 애정만세                         | Lee Hyun Sik                        | Secondaire | SBS       |
| 2004      |                              | MBC Best Theater Your Brother Is Back                    |                                  |                                     |            | MBC       |
| 2004      | Printemps                    | First Love of a Royal Prince                             | 황태자의 첫사랑                  | Le père de Yu Bin                   | Secondaire | MBC       |
| 2004      | Été                          | Ireland                                                  | 아일랜드                         | Pasteur Moon Jae Seok               | Secondaire | MBC       |
| 2004-2005 | Automne                      | Love Story in Harvard                                    | 러브스토리 인 하버드             | Le docteur de Su In                 | Secondaire | SBS       |
| 2005      | Printemps                    | Beating Heart                                            | 떨리는 가슴                      | Kim Chang Wan                       | Principal  | MBC       |
| 2005      | Automne                      | Nonstop                                                  | 논스톱                           |                                     | Secondaire | MBC       |
| 2006      | Printemps                    | I Really, Really Like You                                | 진짜진짜좋아해                   | Kang San, le chef cuisinier         | Secondaire | MBC       |
| 2006      | Été                          | The Vineyard Man                                         | 포도밭 그사나이                  | Lee Hyeong Man                      | Secondaire | KBS 2     |
| 2007      | Hiver                        | White Tower                                              | 하얀거탑                         | Woo Yong Gil                        | Secondaire | MBC       |
| 2007      | Printemps                    | Several Questions That Make Us Happy                     | 우리를 행복하게 하는 몇가지 질문 | Byung Ki                            | Secondaire | KBS 2     |
| 2007      | Été                          | The 1st Shop of Coffee Prince                            | 커피프린스 1호점                 | Hong Gae Sik (l'ancien manger)      | Secondaire | MBC       |
| 2007-2008 | Automne                      | Bad Love                                                 | 못된 사랑                        | Hwang In Su                         | Secondaire | KBS 2     |
| 2008      | Printemps                    | Iljimae                                                  | 일지매                           | Le roi                              | Secondaire | SBS       |
| 2008      | Automne                      | The World That They Live In                              | 그들이 사는 세상                 | Park Hyeon Seob                     | Secondaire | KBS 2     |
| 2009      | Hiver                        | Queen of Housewives                                      | 내조의 여왕                      | Kim Hong Shik, le mari de Yeong Suk | Secondaire | MBC       |
| 2009      | Printemps                    | Triple                                                   | 트리플                           | l'ami du père de Hyeon Tae          | Secondaire | MBC       |
| 2010      | Hiver                        | Harvest Villa                                            | 위기일발 풍년빌라                | Kim Sang Cheol                      | Secondaire | tVN       |
| 2010-2011 | Été                          | Postman to Heaven                                        | 천국의 우편배달부                | Lee Moon Gyo                        | Secondaire | SBS       |
| 2010-2011 | Automne                      | Queen of Reversals                                       | 역전의 여왕                      | Le manager Mok Yeong Cheol          | Secondaire | MBC       |
| 2011      | Printemps                    | Miss Ripley                                              | 미스 리플리                      | Directeur Choi                      | Secondaire | MBC       |
| 2011-2012 | Été                          | A Thousand Kisses                                        | 천번의 입맞춤                    | Jang Byeong Sik                     | Secondaire | MBC       |
| 2011-2012 | Automne                      | What's Up ?                                              | 왓츠업                           | Le père de Tae Yi                   | Secondaire | MBN       |
| 2012      | Hiver                        | Take Care of Us, Captain                                 | 부탁해요, 캡틴                   | Han Gyu Pil                         | Secondaire | SBS       |
| 2012-2013 | Automne                      | Horse Doctor                                             | 마의                             | Jeong Seong Jo                      | Secondaire | MBC       |
| 2013      | Été                          | Who Are You ?                                            | 후아유                           | Choi Mun Sik                        | Secondaire | tVN       |
| 2013      | Été                          | Good Doctor                                              | 굿 닥터                          | Le président Jeong                  | Secondaire | KBS 2     |
| 2013-2014 | Automne                      | Mon amour venu des étoiles                               | 별에서 온 그대                   | Jang Yeong Mok                      | Secondaire | SBS       |
| 2014      | Hiver                        | Secret Affair                                            | 밀회                             | Min Yong Gi                         | Secondaire | JTBC      |
| 2014      | Été                          | Secret Door                                              | 비밀의 문 - 의궤 살인사건        | Kim Taek                            | Secondaire | SBS       |
| 2015      | Printemps                    | Hwajung                                                  | 화정                             | Lee Won Ik                          | Secondaire | MBC       |
| 2015-2016 | Automne                      | Glamorous Temptation                                     | 화려한 유혹                      | Gwon Su Myeong                      | Secondaire | MBC       |
| 2016-2017 | Automne                      | Father, I'II Take Care of You                            | 아버님 제가 모실게요             | Han Hyeong Seob                     | Secondaire | MBC       |
| 2016-2017 | Automne                      | Person Who Gives Happiness                               | 행복을 주는 사람                 | Choi Jung Hoon                      | Secondaire | MBC       |
| 2016-2017 | Automne                      | Hwarang                                                  | 화랑 : 더 비기닝                 | Park Yeong Sil                      | Secondaire | KBS 2     |
| 2017      | Printemps                    | Whisper                                                  | 귓속말                           | Lee Ho Beom                         | Secondaire | SBS       |
| 2017      | Automne                      | 20th Century Boy and Girl                                | 20세기 소년소녀                  | Sa Chang Wan                        | Secondaire | MBC       |
| 2017-2018 | Automne                      | Jugglers                                                 | 저글러스 / 저글러스: 비서들      | Do Tae Geun                         | Secondaire | KBS 2     |
| 2018-2019 | Automne                      | My Healing Love                                          | 내사랑 치유기                    | Park Bu Han                         | Secondaire | MBC       |
| 2019      | Printemps                    | Spring Night                                             | 봄밤                             | père de Kwon Gi Seok                | Secondaire | MBC       |
| 2019      | Été                          | Four Men                                                 | 사자                             | Wu Gi Seok                          | Secondaire | TV Chosun |
| 2020      | Printemps                    | Find Me in Your Memory                                   | 그 남자의 기억법                 | Yoo Sung-hyuk                       | Secondaire | MBC       |

### en tant que membre du staff

#### films
| Année | Film                                   | Titre Original           | Rôle                                     |
| ----- | -------------------------------------- | ------------------------ | ---------------------------------------- |
| 1980  | Three Women Under the Umbrella         | 우산 소쿠이는 여야합니다 | Directeur de la musique                  |
| 1989  | Happiness Does Not Come in Grades      | 행보운 성재 수녀         | Directeur de la musique                  |
| 1990  | I Stand Every Day                      |                          | Directeur de la musique                  |
| 1990  | Well, Let's Look at the Sky Sometimes  | 고구름 하금 열차         | Directeur de la musique                  |
| 1992  | I Want to Live Just Until 20 Years Old |                          | Auteur original, Directeur de la musique |
| 1993  | Young-gu and Princess Zzu Zzu          | 영규 공룡 조주 - 주      | Directeur de la musique                  |
| 1997  | Repechage                              |                          | Directeur de la musique                  |
| 2003  | Owl                                    |                          | Directeur de la musique                  |